# Fuchsie
Fuksie (Fuksia) je středně velký rod teplomilných rostlin, které mívají vzhled polokeře, keře, malého stromku nebo liány. Rod je tvořen 105 druhy a přísluší do čeledi pupalkovitých.
Tyto rostliny pocházejí převážně z horských oblastí od Mexika ve Střední Americe až po Ohňovou zemí v Jižní Americe, ojedinělé druhy jsou domovem na Novém Zélandu a na Tahiti.
Fuchsie jsou pojmenovány podle německého vědce Leonharta Fuchse (1501-1566), který byl profesorem medicíny na univerzitě v Tübingenu a botanikem. Jeho officiální zkratka jako objevitele v botanickém názvosloví je „L.Fuchs“.

## Ekologie
Fuchsie vyžadují půdu úrodnou, vlhkou a dobře propustnou, při setrvávání na stejném místě požadují k posílení kvetení doplňování spotřebovaných živin. Nejlépe jim vyhovují stanoviště s mírným polostínem chránícím před poledním sluncem. Nesnáší mráz, teploty klesající k nule vydrží pouze jihoamerická fuchsie magellanská, která jako jediná bývá na teplých místech Střední Evropy vysazována.
V mírném podnebném pásmu se fuchsie obvykle pěstují jako hrnkové rostliny. Přes letní období na příhodném místě v zahradě nebo na balkoně a přes zimu v chladné a málo osvětlené místnosti za nepatrného zalévání. Tehdy jim obvykle opadají listy, které po jarním oteplení, zálivce a řezu opět narostou.

## Popis
Rostliny jsou většinou buď opadavé, nebo za příznivých tepelných podmínkách stálezelené, bývají vysoké od 30 cm až po 3 metry. Jsou porostlé řapíkatými listy vyrůstajícími vstřícně, v přeslenech i střídavě a často mají drobné opadavé palisty. Listové čepele jsou podlouhle vejčité, kopinaté nebo čárkovité, po obvodě bývají celokrajné nebo zoubkované a mají zpeřenou žilnatinu.
Růžové, červené, purpurové, fialové nebo i bílé květy rostou z úžlabí listů jednotlivě nebo několik pohromadě, vzácněji vytvářejí vrcholová květenství hrozny nebo laty. Čtyřčetné, oboupohlavné květy jsou dlouze stopkaté, nicí nebo převisající a mají podlouhlou češuli. Kalich je čtyřlaločný se zvonkovitou, nálevkovitou nebo kulovitou trubkou s odstálým lemem. Kratší korunní lístky jsou také čtyři, nebo někdy chybí, ve dvou kruzích je osm nestejně dlouhých tyčinek s čárkovitými nebo podlouhlými prašníky. Ze čtyř plodolistů vytvořený spodní semeník se čtyřmi oddíly a mnoha vajíčky nese vláknitou čnělku s kulovitou nebo čtyřlaločnou bliznou. Květy jsou opylovány medosavými ptáky nebo hmyzem, plodem jsou bobule obsahující různý počet semen s blanitým osemením.

## Rozmnožování
Přirozený způsob množení fuchsií ve volné přírodě je semeny. Protože tímto způsobem se u šlechtěných kultivarů ztrácí získané vlastnosti, jsou v zahradnických podnicích množeny řízky. Protože řízky z nekvetoucích rostlin lépe koření, přistiňujeme již od jara mateční rostliny před řízkováním tak, aby měly den dlouhý jen 8 hodin a nenasazovaly květy, málo se větvící rostliny zaštipujeme. Nastříhané a nezavadlé řízky napícháme do vlhké zeminy a při vzdušné vlhkosti do dvou až tři týdnů zakoření.

## Nejznámější druhy
Mezi nejznámější druhy rodu fuchsie patří:
- fuchsie lojská (Fuchsia loxensis Kunth)
- fuchsie magellanská (Fuchsia magellanica Lam.)
- fuchsie malolistá (Fuchsia microphylla H. B. & K.)
- fuchsie polehlá (Fuchsia procumbens R. Cunn.)
- fuchsie trojlistá (Fuchsia triphylla L.)
- fuchsie větvená (Fuchsia arborescens Sims.)
- fuchsie zářivá (Fuchsia fulgens DC.)
- fuchsie zoubkovaná (Fuchsia denticulata Ruiz & Pav.).[3]

## Význam
Fuchsie patří v květinářsky vyspělých státech mezi tržně důležité hrnkované rostliny a jsou získávány stále nové a nové odrůdy. Původní, čisté druhy se již v prodeji neobjevují, jsou nahrazovány novými hybridy a kultivary které se šlechtí na bohatost kvetení, velký květ a jeho zajímavou stavbu (dlouhý, štíhlý, plný), rychlý růst, brzké kvetení a nižší vzrůst.

## Galerie

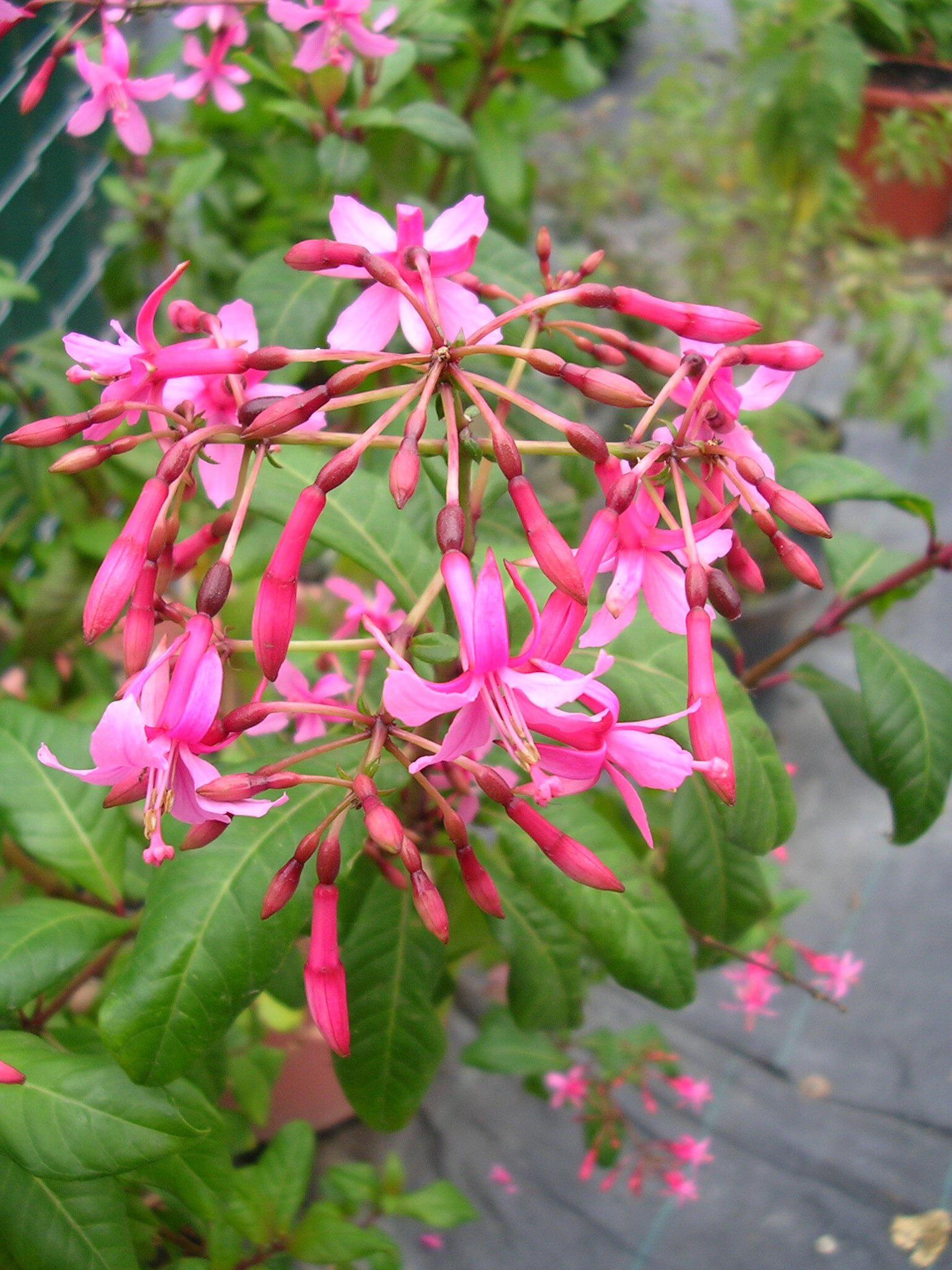
Fuchsie větvená
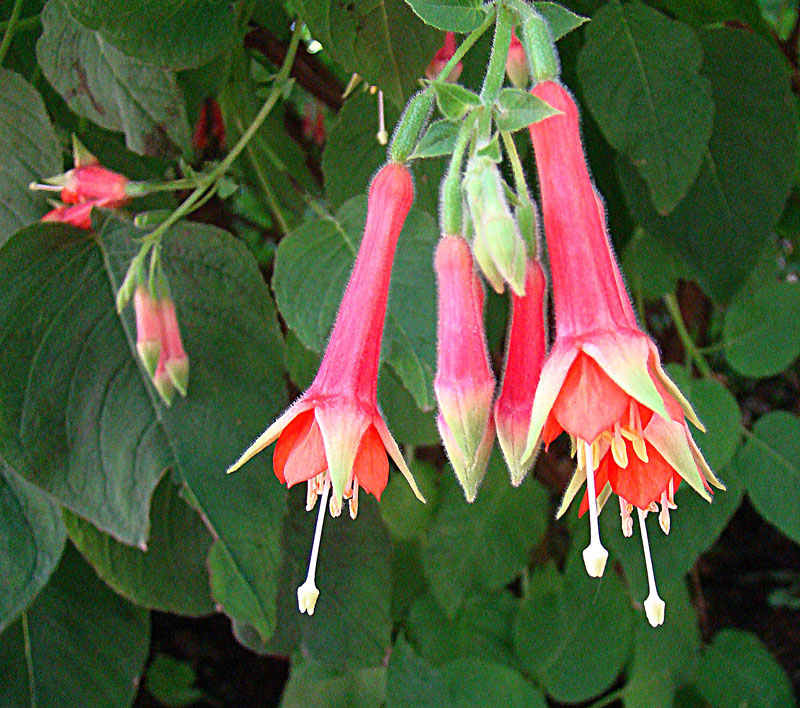
Fuchsie zářivá
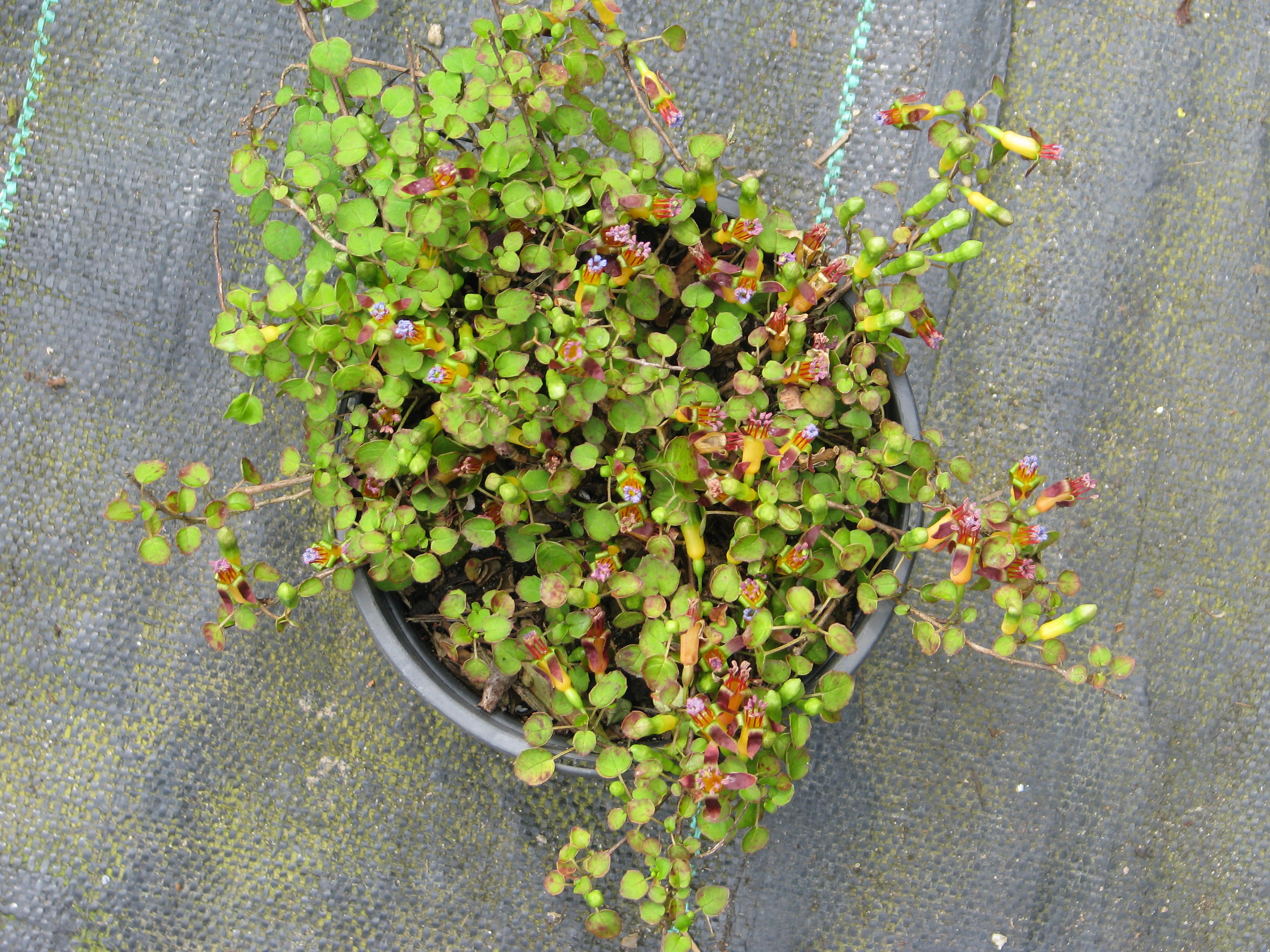
Fuchsie polehlá
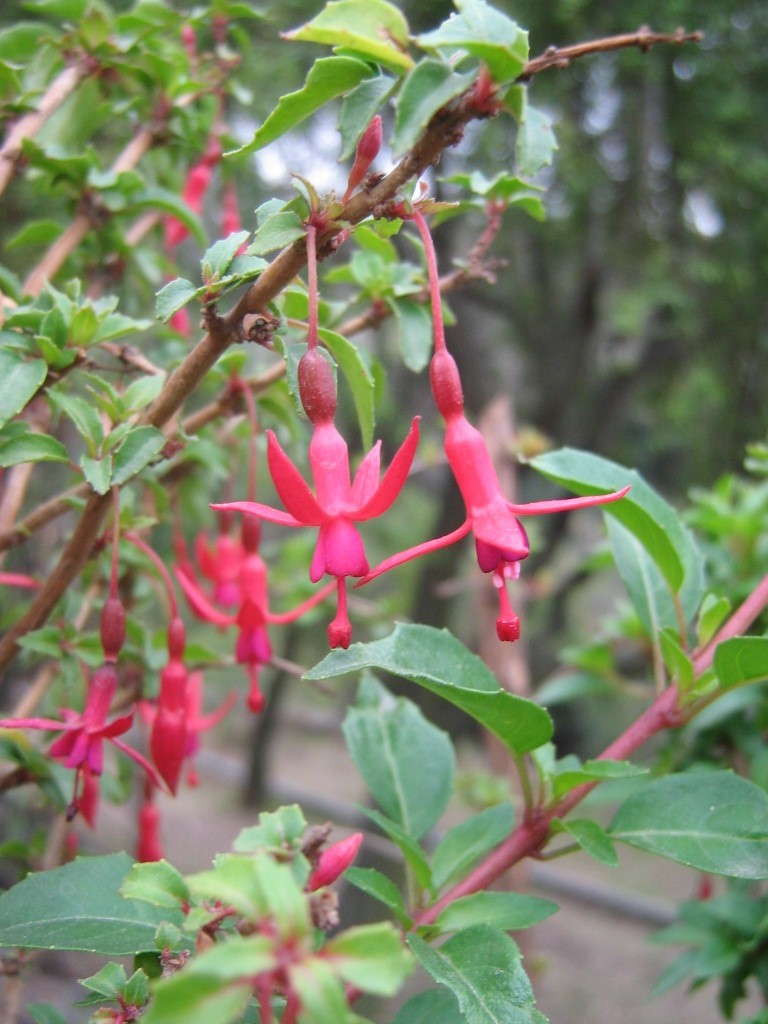
Fuchsie magelánská
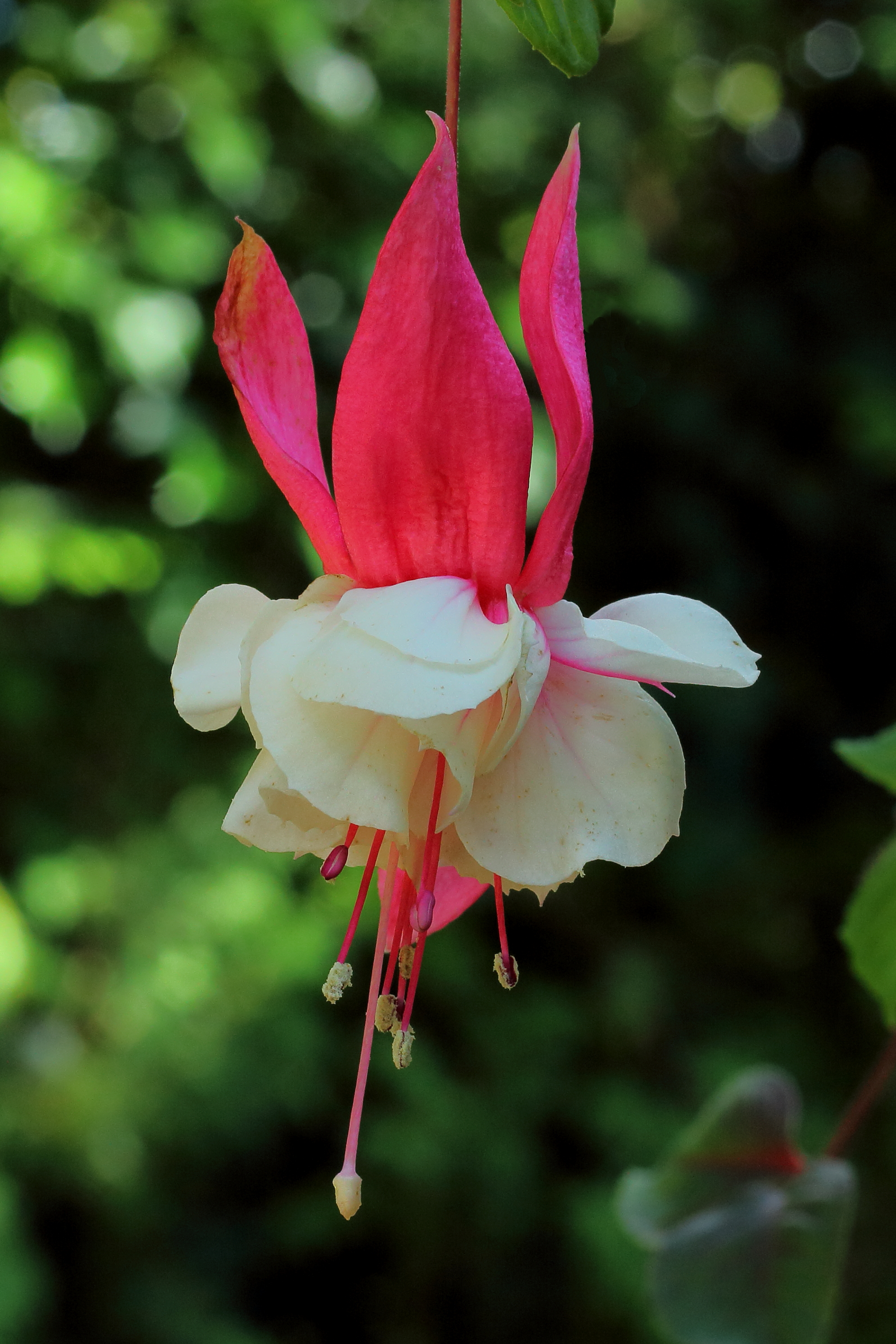
Kultivar 'Hula Girl'
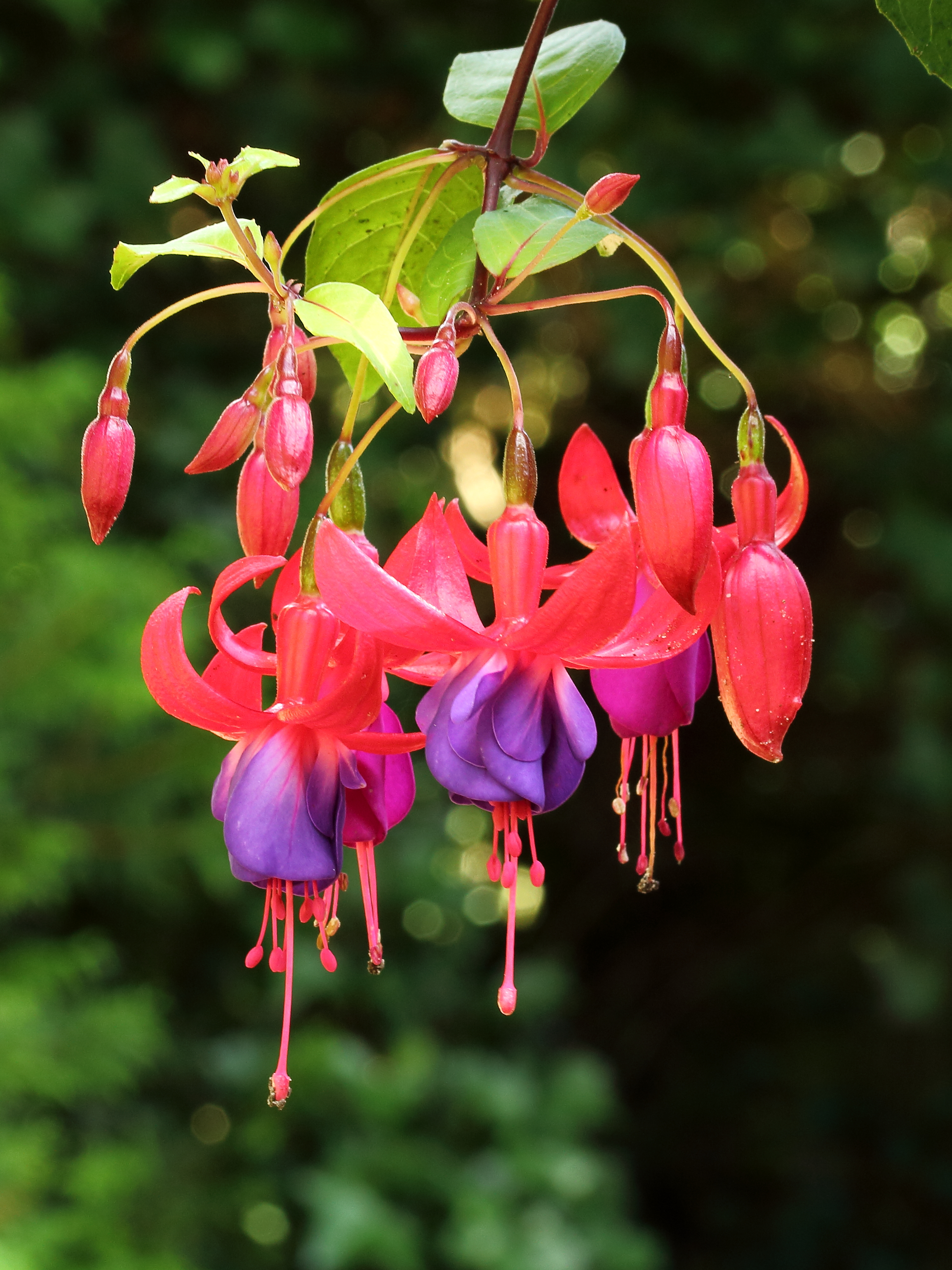
Kultivar 'Multa'
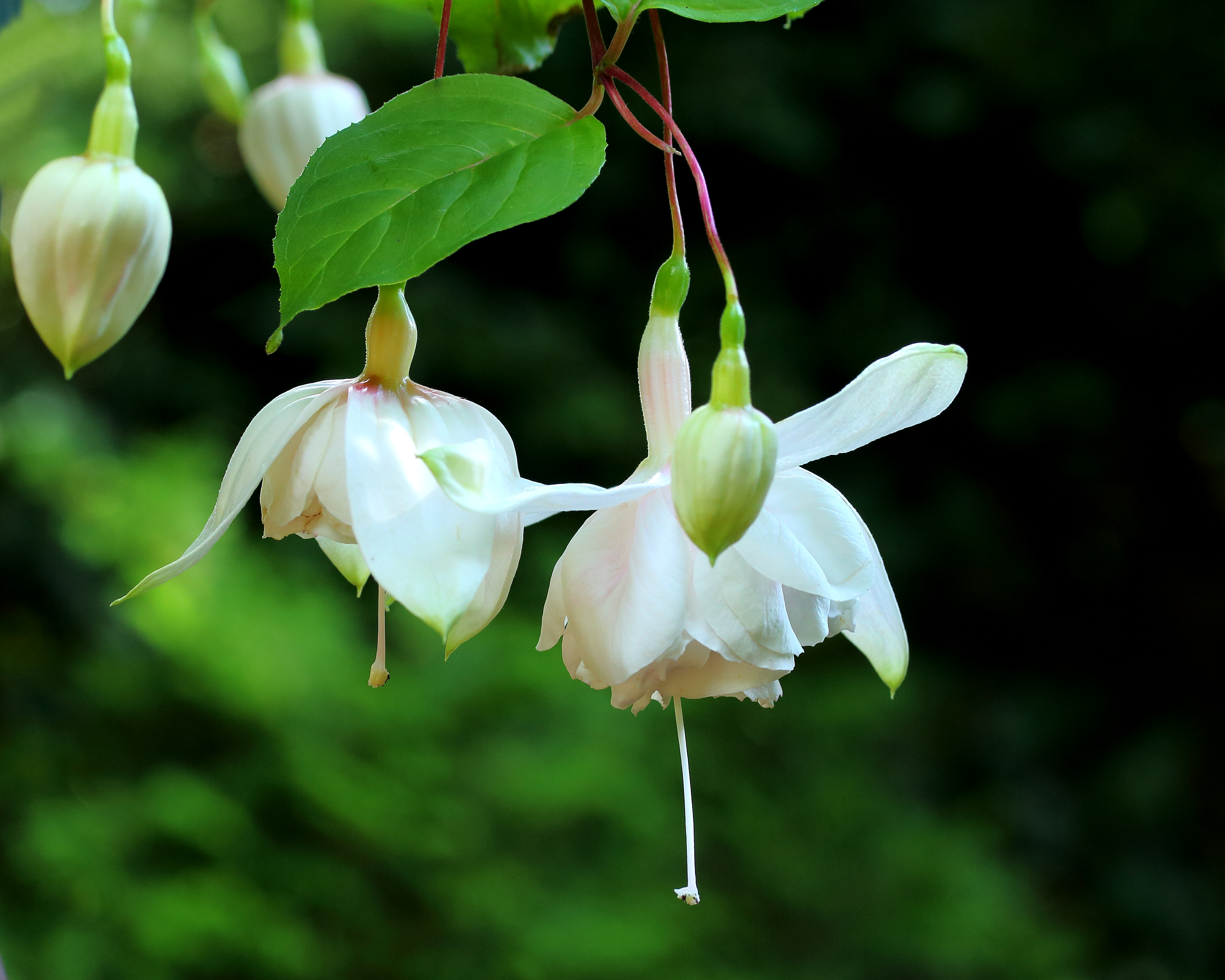
Kultivar 'Pink Marshmellow'
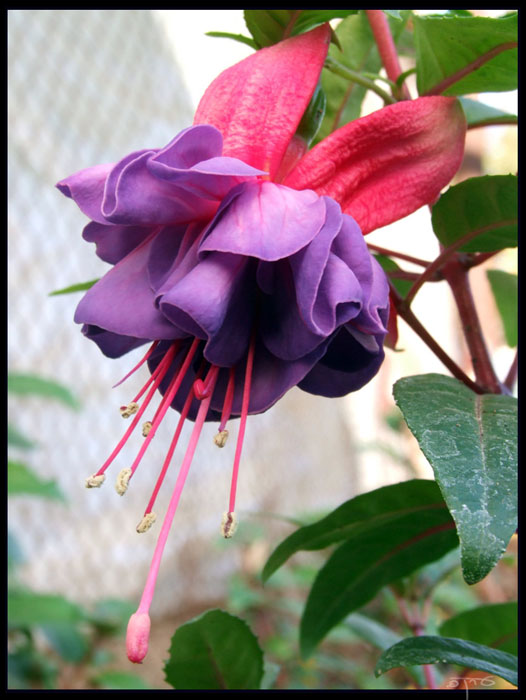
Kultivar 'Winston Churchill'